# Parafia Matki Bożej Niepokalanej w Nowym Sączu
Parafia Matki Bożej Niepokalanej w Nowym Sączu – parafia rzymskokatolicka znajdująca się w diecezji tarnowskiej w dekanacie Nowy Sącz Wschód.

## Historia
Przy kościele/kaplicy sióstr niepokalanek działało od 1961 roku duszpasterstwo dla wiernych z nowego osiedla Millenium. 1 stycznia 1967 powstała tam parafia.
Obecny kościół parafiany został wybudowany w latach 1982–1992 i erygowany 15 listopada 1992 roku przez bp. Józefa Życińskiego. Świątynia została podniesiona do rangi sanktuarium w 2019 roku.

## Proboszczowie
- ks. Zenon Rogoziewicz (1961–2002)[1]
- ks. Kazimierz Markowicz (2002–2018)[1]
- ks. Czesław Paszyński (od 2018)[1]